# Agence de l'Union européenne sur les drogues
L’Agence de l’Union européenne sur les drogues (EUDA, pour European Union Drugs Agency) est une agence décentralisée de l’Union européenne, basée à Lisbonne, au Portugal. Elle a été créée le 2 juillet 2024, succédant à l’Observatoire européen des drogues et des toxicomanies (OEDT), afin de renforcer la réponse européenne face aux enjeux liés aux drogues et aux addictions dans un contexte en constante évolution.

## Historique
L’EUDA est née de la transformation de l’OEDT, fondé en 1993 et opérationnel depuis 1995. Cette évolution a été initiée dans le cadre de la présidence française du Conseil de l’Union européenne en 2022 et concrétisée par un nouveau règlement européen adopté en 2023. L’agence a officiellement commencé ses activités sous sa nouvelle dénomination le 2 juillet 2024.

## Missions
L’EUDA a pour mission de fournir aux institutions européennes, aux États membres et au grand public des informations objectives, fiables et comparables sur les drogues, leur usage et leurs conséquences. Ses compétences ont été élargies dans trois domaines clés :
- Observation et surveillance : collecte, analyse et diffusion de données sur les drogues et les conduites addictives.

- Préparation aux menaces émergentes : détection précoce des nouvelles substances psychoactives et des tendances de consommation.

- Renforcement des capacités : soutien aux politiques publiques fondées sur des données probantes, développement de bonnes pratiques et coopération internationale.

## Organisation
L’agence est dirigée par un directeur exécutif nommé par le conseil d’administration, composé de représentants des États membres, de la Commission européenne et d’experts indépendants. Elle collabore étroitement avec d’autres agences européennes telles qu’Europol, le Centre européen de prévention et de contrôle des maladies (ECDC) et l’Agence des droits fondamentaux de l’Union européenne (FRA).

## Activités
Parmi ses principales publications figure le Rapport européen sur les drogues, publié chaque année, qui dresse un état des lieux des tendances en matière de consommation, de trafic et de réponses politiques. L’édition 2024 met notamment en lumière la montée des polyconsommations et la complexité croissante des mélanges de substances.
L’EUDA coordonne également un réseau de laboratoires de toxicologie et de police scientifique, et soutient les États membres dans l’évaluation de leurs politiques nationales.

## Siège
Le siège de l’agence est situé à Lisbonne, au Portugal, comme son prédécesseur l’OEDT.